# Vilfredo Pareto
Vilfredo Federico Damaso Pareto (15. července 1848 Paříž – 19. srpna 1923 Céligny) byl italský ekonom, matematik, statistik, sociolog a politolog, profesor na univerzitě v Lausanne. Kromě toho byl i průkopníkem ekonometrie (vědecká disciplína nacházející se na pomezí matematiky, statistiky a ekonomie).

## Život
Byl synem aristokrata, který z politických důvodů emigroval do Francie.:s.337 Vystudoval inženýrství na Polytechnickém Institutu v Turíně. Svou dizertační práci napsal o principech rovnováhy v tuhých tělesech. Posléze se stal inženýrem a pracoval u římské železniční společnosti. Brzy se zapojil do politického boje a začal vystupovat v tisku s kritikou ekonomické politiky vlády, přičemž požadoval svobodu obchodu a nezasahování státu do soukromých záležitostí.:s.337 Po smrtí svých rodičů v roce 1889 změnil svůj životní styl. Zdědil titul, který nikdy nepoužil. Opustil svou dosavadní práci, vzal si chudou ruskou dívku z Benátek (Alessandrinu Bakuninovou) a odstěhoval se do vily ve Fiesole. Kolem roku 1900 zcela ztratil liberální iluze, což u něj vedlo k obratu, začal být přesvědčen, že liberalismus patří minulosti a že pro současnou společnost je nutné násilí. Na univerzitě ve švýcarském Lausanne se Pareto stal profesorem na katedře politické ekonomie, po roce 1907 mu však srdeční onemocnění zabránilo v práci na katedře pokračovat. Ke konci života se stal senátorem Mussoliniho režimu.

## Sociologie
Pareta neuspokojovaly modely čistě racionálního jednání. Veškeré lidské jednání rozděluje do dvou kategorií, na logické – jednající v něm předem promýšlí adekvátní prostředky k dosažení stanoveného cíle a mimologické – prostředek není záměrně propojen s účelem. Existují čtyři typy mimologického jednání podle vztahu mezi prostředkem a účelem. U prvního typu se jedná o chování, jež je bezmyšlenkovitě provozováno v rámci běžné konvence, sem patří například podání ruky, či zdvořilostní projevy. Druhý typ představují náboženské rituály, kdy se jednající mylně domnívají, že prostředek vede k zamýšlenému cíli. Třetí typ je chování zcela absurdní, reflexivní akty, rychlé přivření očí před smítkem apod. Patří sem i vznik jazyka a jiných institucí, které jsou vysoce funkční, aniž by měly svého vědomého zakladatele. Ve čtvrtém typu mimologického jednání vztah mezi prostředkem a účelem sice existuje, ale subjektivně je viděn jinak, než jak ve skutečnosti funguje.
Všechny ideologie (vědu, umění, filosofii) považoval za bezvýznamné odvozeniny stálých vnitřních sil člověka (citů, pověr, vášní, nevědomých sklonů), tedy jakýchsi komplexů, kterým říkal „rezidua“. Rezidua – jsou to, co v našem myšlení zůstává, odečteme-li jeho logickou složku, jsou to věci ukryté hluboko v lidské povaze a vědě nepřístupné. Rezidua lze chápat jako predispozice k určitým druhům chování. Pareto rezidua shrnul do šesti hlavních typů.
1. Kombinační instinkt – schopnost člověka ustavovat prvky do stále nových sestav, obvykle se projevuje jako vynálezy moderní vědy.
2. Trvalost agregátů – protiklad kombinačního instinktu. Je to tendence myšlení k inertnosti, odmítání změny. Díky tomuto reziduu je možná existence rodiny a příbuzenských skupin.
3. Potřeba manifestovat sedimenty jednání – existencí této třídy vysvětluje Pareto lidskou potřebu aktivně se projevovat, být činorodý.
4. Rozum a sociabilita – vztahuje se k sociálnímu životu, tato rezidua mají vztah k disciplinovanosti.
5. Integrita individua – je doplněním předchozí třídy, tato rezidua jsou aktivována, když pospolitosti hrozí rozpad, jsou jistým sebezáchovným instinktem.
6. Sexuální reziduum – toto reziduum je racionalizování například askezí, nejrůznějších sexuálních zákazů a rétoriky[2].

Derivace – většina lidského jednání je mimologická, řídí se predispozicemi, člověk má však potřebu prezentovat své jednání jako dokonale rozumné. Za tímto účelem se používají pseudologická vysvětlení, tedy derivace. Lidé jimi tedy zakrývají své skutečné pohnutky a dodávají zdání racionality i chování, které vůbec racionální není. Lze je rozlišit do čtyř tříd.
1. Kategorická tvrzení – je třeba věci dělat tak a tak
2. Výroky podepřené autoritou – vycházejí z přesvědčení, že ten, kdo je kompetentní v jedné věci, musí být kompetentní i v druhé. Autoritou může být například i vlast.
3. Podepření souhlasem s nějakým obecným principem – Jde o shodu s nejobecnějšími zásadami morálky, práva, náboženství. Tyto principy se obvykle odvolávají na všeobecný zájem.
4. Jakékoliv jednání lze ospravedlnit demagogicky, pomocí význačných, nejasných a klamavých slovních důkazů. Sem spadá naprostá většina politického života[2].

Teorie elit – Nutnost rozdělení na elitu zbytek společnosti vyvozuje Pareto z toho, že mezi členy společnosti není rovnoměrně rozložena inteligence a schopnosti a také některé typy reziduí. Ti, v jejichž chování dominuje první reziduum, vynikají schopností k vykořisťování občanů. Díky tomu jsou součástí vládnoucí třídy. Pareto je nazývá spekulanty. Na druhé straně jsou lidé bázliví a opatrní, kteří se nechávají ovládat, Pareto je nazývá rentiéry. Lidé u nichž převládá kombinační reziduum jsou jako Machiavelliho lišky nakloněni rizikům, příslušníci konzervativně založené většiny představují síli sociální inertnosti, jsou to Machiavelliho lvi. Učil, že vládnoucí třída si má tvrdým donucovacím systémem udržovat svou existenci. Neučiní-li tak, bude vytlačena silnými členy nižších tříd, kteří se vyšplhají do jejích pozic. Jeho sociologie je svéráznou symbiózou mechanistických a psychologistických prvků. Společnost je pluralistický systém vytvořený z lidských molekul, jež jsou spojeny složitými vzájemnými vztahy. Položil základy ekonomie blahobytu. Pro ilustraci jeho teorií asi nejlépe poslouží jeho výrok: „Dávejte mi co nejvíce plodných omylů plných zárodků myšlenek a nechte si své jalové pravdy.“

## Ekonomie
Pareto chápal ekonomiku jako subsystém sociálního systému. Podle jeho mínění je ekonomický systém složen ze zvláštních molekul, tj. lidí, uváděných do pohybu potřebami a racionálními zájmy, které na cestě k dosažení žádoucích cílů narážejí na překážky. Lidské city, podmíněné psychickým založením individuí, jsou hlavní pružinou, která celý systém uvádí do pohybu.:s.341
Propracoval a rozvedl matematickou teorii rovnováhy Leona Walrase a formuloval teorii volebních aktů (analýza indiferenčních křivek), novější obměnu teorie mezního zisku. Jeho teorie elity, která se stala součástí ideologie italského fašismu, měla objasnit stálost rozdělení důchodů.
Při své ekonomické analýze významně využíval statistiku. Byl zakladatelem ordinalismu – užitečnost lze poměřovat pouze ve vztahu s jinou užitečností, lze určit jen pořadí významnosti. Různé kombinace se stejným užitkem vyjádřil jako indiferenční křivku.

### Paretovo optimum
Paretovo optimum popisuje takový stav společnosti (z hlediska ekonomického), kdy žádný jedinec nebo skupina již nemůže dosáhnout lepšího postavení bez toho, že by se naopak postavení někoho jiného zhoršilo. Je to tedy jakýsi rovnovážný stav, kdy, pokud se někdo chce mít ještě lépe, než na tom je, může tak učinit jen na úkor někoho jiného.

### Paretův princip
V roce 1906 vytvořil Vilfredo Pareto matematický vzorec, který se nazývá Paretův princip či Paretovo pravidlo, také známé jako pravidlo 80/20. Podle Pareta 80 % důsledků vychází z 20 % příčin a zbylých 20 % důsledků vychází z 80 % příčin. V praxi bývá často implementována snaha odhalení onoho malého spektra příčin, které následně mohou za to, jak se radikálně změní výsledek a tento proces se nazývá Paretova Analýza. Toto pravidlo lze uplatnit v různých aspektech života. Pareto tímto matematickým vzorcem vytváří teorii nerovnoměrného bohatství. Tvrdí, že 20 % lidí vlastní 80 % národního bohatství a zbylých 80% lidí vlastní zbylých 20 % národního bohatství. Zpočátku se pravidlo zdálo jako nepodložené, ale časem se toto pravidlo uplatnilo s přesností v mnoha situacích. Bylo užitečné v mnoha vědeckých oborech.

### Paretův diagram
Paretův diagram je typ grafu kombinující sloupcový a čárový graf. V grafu jsou podle velikosti seřazeny sloupce od největšího po nejmenší dle četnosti (zleva doprava). Nad prvním sloupcem začíná čára, která znázorňuje kumulativní četnost. Každý další její bod je zvýšen oproti předchozí hodnotě o hodnotu odpovídající kategorii, ke které náleží, tedy nad kterou je zobrazen v grafu. Čárou je znázorněna kumulace (vyjádřena v procentech) aktuální kategorie a kumulace kategorií od ní vlevo.

## Dílo
Roku 1869 Pareto vytváří inženýrskou práci Základní principy rovnováhy v pevných tělesech. O sedmnáct let později vychází Paretova Učebnice politické ekonomie. Ta se poprvé věnuje teorii tříd a třídního boje a zavádí s ní spojený termín ofemilita. Ten vyjadřuje tzv. užitnou hodnotu, která vyjadřuje schopnost nějakého statku uspokojovat určitou lidskou potřebu. Dále je část práce věnována cirkulaci elit. V roce 1901 pak vychází kniha Socialistické systémy. Ta již obsahuje Paretovu teorii elit. Hlavní část se ale věnuje kritické analýze Karla Marxe a pokusu vyrovnat se se socialismem. Roku 1906 Pareto sepisuje knihu Kurs politické ekonomie. O deset let později vychází Paretovo hlavní sociologické dílo Traktát o obecné sociologii.